# HVAC
HVAC (ang. heating, ventilation, air conditioning) – branża inżynierii sanitarnej zajmująca się: 
- ogrzewaniem (heating),
- wentylacją (ventilation),
- klimatyzacją (air conditioning).

W Polsce odpowiednik COWiG – ciepłownictwo, ogrzewnictwo, wentylacja i gazownictwo, specjalizacja kierunku inżynierii środowiska. Przyjęto dwa sposoby wymawiania tego skrótu: [eɪtʃvӕk] (z ang.) lub [xfaːk] (z niem.) i obie wersje uznawane są za poprawne. Oprócz określenia branży budowlanej skrót HVAC służy również do określaniu zawodu (inżynier HVAC lub inaczej mechanical engineer) oraz rodzaju instalacji sanitarnych.

## Obecność w budownictwie
W Polsce ogólnie branża budowlana dzieli się na (podział ogólny):
- architekturę,
- konstrukcję,
- infrastrukturę,
- instalacje sanitarne,
- instalacje elektryczne.

Na instalacje sanitarne składają się:
- instalacje odpowiedzialne za doprowadzenie wody do budynku i odprowadzenie ścieków (czyli instalacja wodno-kanalizacyjna);
- wodne instalacje przeciwpożarowe (czyli instalacja tryskaczowa i hydrantowa);
- instalacje zapewniające odczucie komfortu cieplnego w pomieszczeniach (czyli wentylacja, ogrzewanie, chłodzenie = HVAC);
- instalacja gazowa;
- inne instalacje technologiczne (np. sprężonego powietrza, olejowa, parowa itd.).

## Organizacje
Najprężniejszą organizacją HVAC (również w Polsce) jest amerykańska ASHRAE skupiająca inżynierów z całego świata. W Polsce nie ma dokładnego odpowiednika – istniejące organizacje (np. NOT-owskie PZITS  czyli Polskie Zrzeszenie Inżynierów i Techników Sanitarnych) integrują wszystkich inżynierów sanitarnych (bez względu na specjalizację), podobnie jak np. angielska CIBSE. Podobnie polskie wyższe uczelnie kształcą inżynierów sanitarnych (specjalność określa tylko tok studiów i nie ma wpływu na uzyskanie końcowego tytułu).